# Агілафуенте
Агілафуенте (ісп. Aguilafuente) — муніципалітет в Іспанії, у складі автономної спільноти Кастилія-і-Леон, у провінції Сеговія. Населення — 707 осіб (2010).
Муніципалітет розташований на відстані близько 95 км на північ від Мадрида, 29 км на північ від Сеговії.

## Демографія
Динаміка населення (INE ):

## Галерея зображень

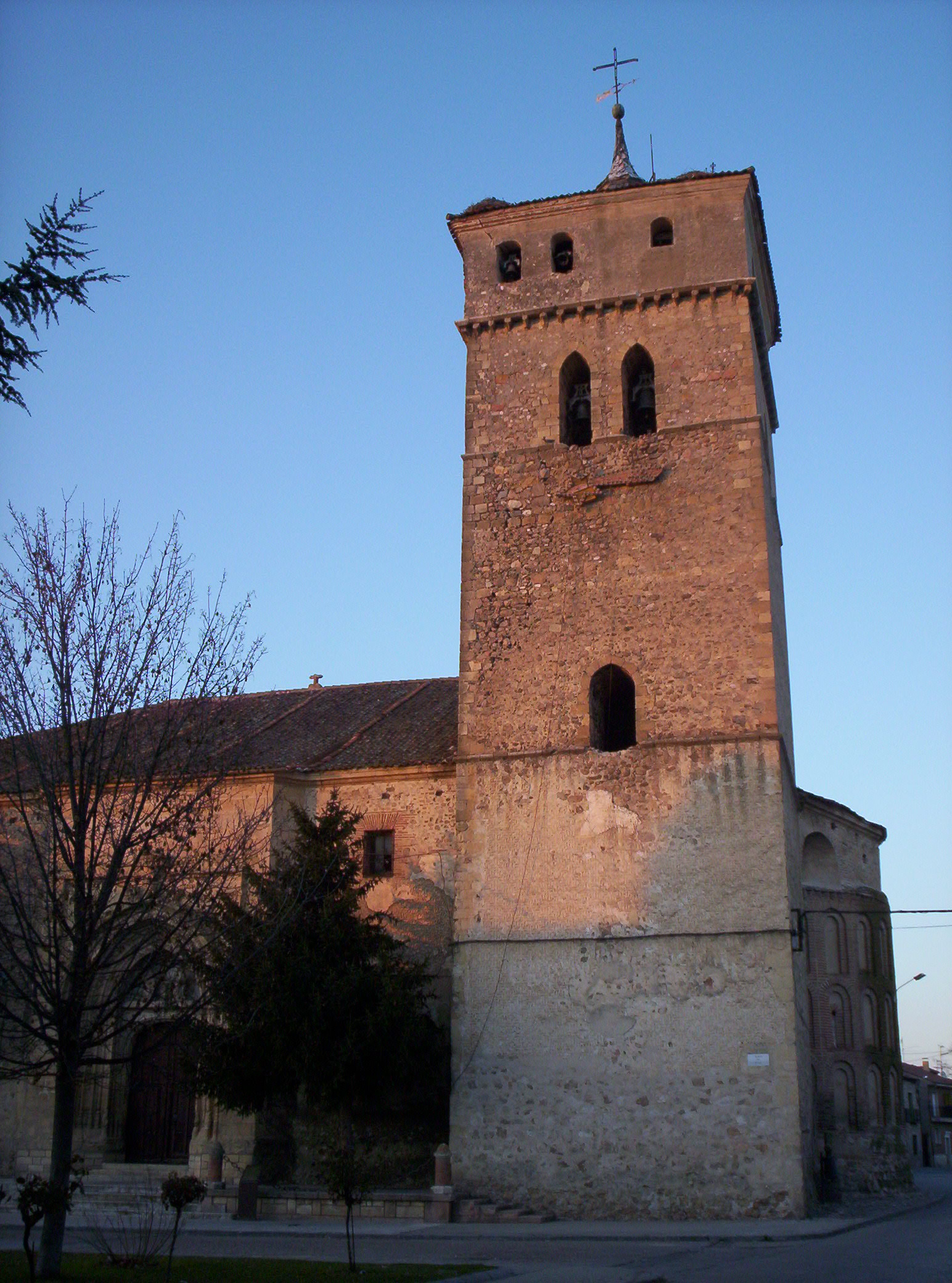
Церква Санта-Марія
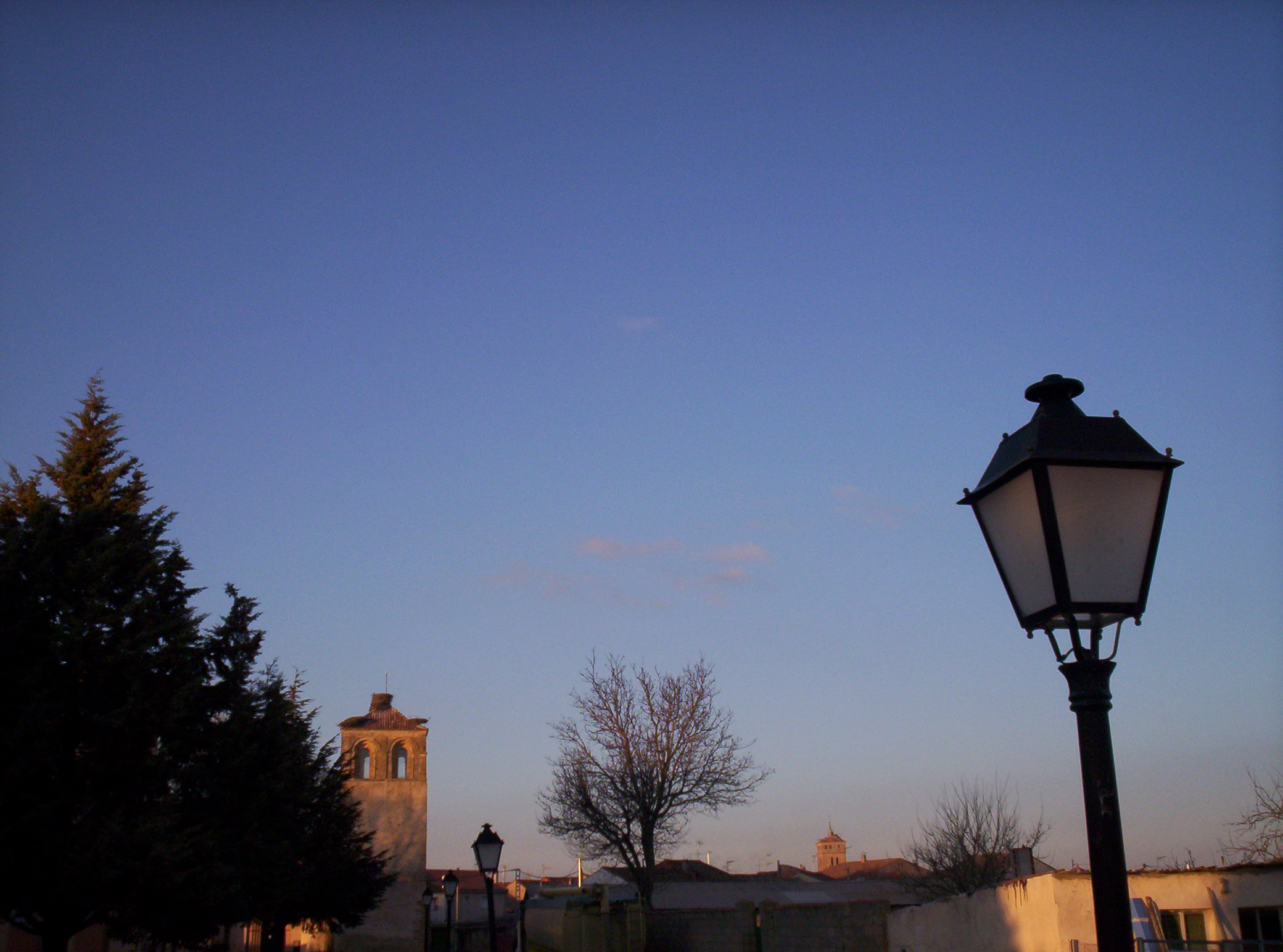
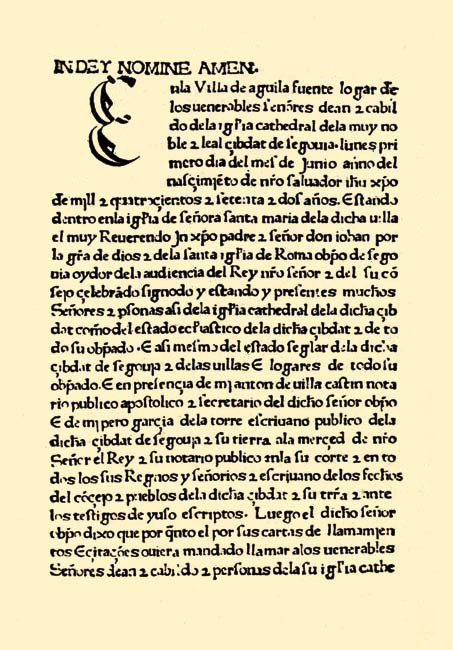
Sinodal de Aguilafuente (1472)